# Danny Glover
Danny Glover (22 de juliol de 1946, San Francisco, Califòrnia) és un actor, director de cinema i productor estatunidenc.
És sobretot conegut del gran públic per al seu paper de company d'equip de Mel Gibson en la sèrie de pel·lícules Arma letal. Ha interpretat igualment en altres pel·lícules famoses, com  Escape from Alcatraz , L'únic testimoni, Silverado i El color púrpura.

## Biografia
Danny Glover s'interessa pel teatre durant els seus estudis universitaris al San Francisco College. Després d'haver fet el seu aprenentatge al Black Actors Workshop de l'American Conservatory Theater, comença a agafar fama en nombrosos espectacles, entre els quals Macbeth, Suicide in B Flat de Sam Shepard, i en quatre obres del dramaturg sud-africà Athol Fugard, entre les quals The Blood Knot i The Island.

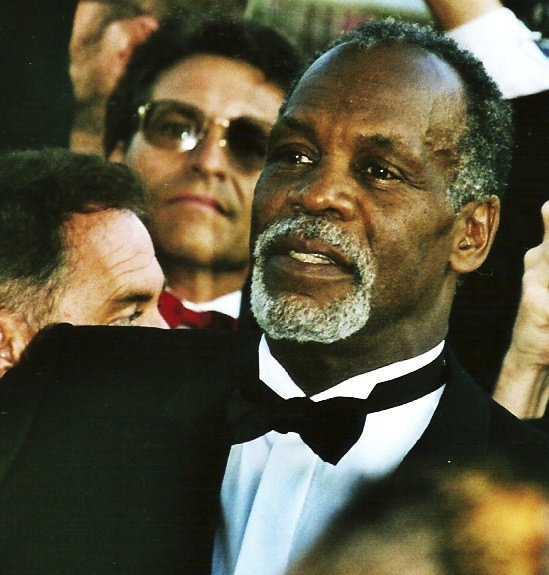
Danny Glover a Canes el 2005

El 1979, Danny Glover s'estrena en el cinema al costat de Clint Eastwood a Escape from Alcatraz de Don Siegel. El 1985, després d'alguns anys consagrats a la pantalla petita, l'actor enllaça tres composicions brillants sota la direcció de directors de renom. Se'l veu a L'únic testimoni de Peter Weir, Silverado de Lawrence Kasdan i sobretot El color púrpura de Steven Spielberg, que fa que sigui conegut pel gran públic.
El 1987, és el triomf públic amb la pel·lícula d'acció Arma letal de Richard Donner, on inaugura el seu famós duo amb Mel Gibson. La saga, composta de quatre pel·lícules, dona molt de pressa a l'actor una simpatia innegable amb els espectadors. Però Glover intenta desmarcar-se de la imatge d'aquest policia a prop de la jubilació, actuant sobretot a la pel·lícula d'acció Predator 2 o en les comèdies dramàtiques A Rage in Harlem, Gran Canyon o també The Saint of Fort Washington.
El 1993, Danny Glover accepta el paper d'un policia negre en ple Apartheid a la primera pel·lícula de Morgan Freeman com a director de director, Bopha!. Cada vegada més difícil veure'l a la pantalla gran, dona la rèplica a Dennis Quaid al thriller Switchback (1997), abans del rodatge de Beloved de Jonathan Demme, en el qual comparteix el cap de cartell amb la presentadora de televisió americana Oprah Winfrey, amb qui havia treballat a El color púrpura.
Després d'un petit paper a The Royal Tenenbaums, comèdia agredolça signada per Wes Anderson, l'actor explora un tot altre registre amb la pel·lícula de terror Saw, després confirma el seu gust de l'eclecticisme participant, el 2005, al Manderlay de Lars von Trier. El 2007, és al cartell del biopic dels Supremes, Dreamgirls, i posa la seva veu a la pel·lícula d'animació Barnyard.
Ha donat públicament el seu suport al president veneçolà Hugo Chávez. Aquest últim va anunciar la voluntat de finançar dues pel·lícules de Danny Glover.
Des de fa anys, intenta produir la seva pel·lícula Toussaint, sobre la vida del resistent haitià François Dominique Toussaint-Louverture.

## Filmografia
| Film      | Film                                            | Film                                          | Film                                                                        |
| Any       | Pel·lícula                                      | Paper                                         | Notes                                                                       |
| --------- | ----------------------------------------------- | --------------------------------------------- | --------------------------------------------------------------------------- |
| 1979      | Escape from Alcatraz                            | Inmate                                        |                                                                             |
| 1981      | Chu Chu and the Philly Flash                    | Morgan                                        |                                                                             |
| 1982      | Deadly Drifter                                  | Jojo/Roland                                   | Títol alternatiu: Out                                                       |
| 1984      | Iceman                                          | Loomis                                        |                                                                             |
| 1984      | En un racó del cor (Places in the Heart)        | Moze                                          |                                                                             |
| 1985      | L'únic testimoni                                | Detectiu Tinent James McFee                   |                                                                             |
| 1985      | Silverado                                       | Malachi 'Mal' Johnson                         |                                                                             |
| 1985      | El color púrpura                                | Albert                                        |                                                                             |
| 1987      | Arma letal                                      | Sergeant Roger Murtaugh                       |                                                                             |
| 1988      | Bat*21                                          | Capità Bartholomew Clark                      |                                                                             |
| 1989      | Arma letal 2                                    | Sergent Roger Murtaugh                        |                                                                             |
| 1990      | To Sleep with Anger                             | Harry                                         | Productor                                                                   |
| 1990      | Predator 2                                      | Tinent Mike Harrigan                          |                                                                             |
| 1991      | El vol de l'Intruder (Flight of the Intruder)   | Com. Frank 'Dooke' Camparelli                 |                                                                             |
| 1991      | A Rage in Harlem                                | Easy Money                                    |                                                                             |
| 1991      | Grand Canyon                                    | Simon                                         |                                                                             |
| 1991      | Pure Luck                                       | Raymond Campanella                            |                                                                             |
| 1992      | Arma letal 3                                    | Roger Murtaugh                                |                                                                             |
| 1993      | Àngels sense cel (The Saint of Fort Washington) | Jerry/Narrador                                |                                                                             |
| 1993      | Bopha!                                          | Micah Mangena                                 |                                                                             |
| 1994      | Maverick                                        | Bank Robber                                   | No surt als crèdits                                                         |
| 1994      | Joc d'àngels (Angels in the Outfield)           | George Knox                                   |                                                                             |
| 1994      | Override                                        |                                               | Director, Curt TV                                                           |
| 1995      | Operation Dumbo Drop                            | Capità Sam Cahill                             |                                                                             |
| 1997      | Wild America                                    | Bigfoot                                       | No surt als crèdits                                                         |
| 1997      | The Rainmaker                                   | Judge Tyrone Kipler                           | No surt als crèdits                                                         |
| 1997      | Gone Fishin'                                    | Gus Green                                     |                                                                             |
| 1997      | El segrest (Switchback)                         | Bob Goodall                                   |                                                                             |
| 1998      | Arma letal 4                                    | Roger Murtaugh                                |                                                                             |
| 1998      | El príncep d'Egipte                             | Jetró                                         | Veu                                                                         |
| 1998      | Beloved                                         | Paul D. Garner                                |                                                                             |
| 1998      | Antz                                            | Barbatus                                      | Veu                                                                         |
| 1999      | Our Friend, Martin                              | Train Conductor                               | Veu                                                                         |
| 2000      | Boesman and Lena                                | Boesman                                       |                                                                             |
| 2001      | 3 A.M.                                          | Charles "Hershey" Riley                       | Productor                                                                   |
| 2001      | The Royal Tenenbaums                            | Henry Sherman                                 |                                                                             |
| 2002      | Just a Dream                                    |                                               | Director                                                                    |
| 2004      | The Cookout                                     | Jutge Crowley                                 |                                                                             |
| 2004      | Saw                                             | Detectiu David Tapp                           |                                                                             |
| 2005      | Manderlay                                       | Wilhelm                                       |                                                                             |
| 2005      | Desapareguts a Amèrica (Missing in America)     | Jake Neeley                                   |                                                                             |
| 2006      | Bamako                                          | Cow-boy                                       | Productor                                                                   |
| 2006      | Barnyard                                        | Miles the Mule                                | Veu                                                                         |
| 2006      | Barnyard                                        | Miles the Mule                                | Veu                                                                         |
| 2006      | The Adventures of Brer Rabbit                   | Brer Turtle                                   | veu                                                                         |
| 2006      | Dreamgirls                                      | Marty Madison                                 |                                                                             |
| 2007      | Shooter                                         | Coronel Isaac Johnson                         |                                                                             |
| 2007      | Poor Boy's Game                                 | George                                        |                                                                             |
| 2007      | Battle for Terra                                | President Chen                                | Veu                                                                         |
| 2007      | Honeydripper                                    | Tyrone Purvis                                 |                                                                             |
| 2008      | Be Kind Rewind                                  | Mr. Fletcher                                  |                                                                             |
| 2008      | Gospel Hill                                     | John Malcolm                                  |                                                                             |
| 2008      | Blindness                                       | Home vell amb un pegat negre a l'ull/Narrador |                                                                             |
| 2008      | The Garden                                      | Ell mateix                                    |                                                                             |
| 2008      | Saw V                                           | Detectiu David Tapp                           | Cameo                                                                       |
| 2008      | Unstable Fables: Tortoise vs. Hare              | Walter Tortoise                               | Veu                                                                         |
| 2009      | Night Train                                     | Miles                                         |                                                                             |
| 2009      | Down For Life                                   | Mr. Shannon                                   |                                                                             |
| 2009      | The People Speak                                | Ell mateix                                    | Documental                                                                  |
| 2009      | The Harimaya Bridge                             | Joseph Holder                                 |                                                                             |
| 2009      | 2012                                            | President Wilson                              |                                                                             |
| 2009      | At The End of Slavery                           | Narrador                                      |                                                                             |
| 2010      | Stride                                          | James 'Honeybear' Powell                      |                                                                             |
| 2010      | Death at a Funeral                              | Oncle Russell                                 |                                                                             |
| 2010      | Dear Alice                                      | Franzis                                       | Títol original: För kärleken                                                |
| 2010      | Legendary                                       | Harry "Red" Newman                            |                                                                             |
| 2010      | Alpha and Omega                                 | Winston                                       | Veu                                                                         |
| 2010      | Son of Morning                                  | Gabriel Peters                                |                                                                             |
| 2010      | Age of the Dragons                              | Ahab                                          |                                                                             |
| 2010      | Mooz-lum                                        | Dean Francis                                  |                                                                             |
| 2010      | Highland Park                                   | Ed                                            |                                                                             |
| 2010      | I Want to Be a Soldier                          | The Principal                                 |                                                                             |
| 2010      | Five Minarets in New York                       | Marcus                                        | Títol original: New York’ta Beş Minare                                      |
| 2010      | Bad Luck Snake Bite                             | Ernest                                        |                                                                             |
| 2011      | Heart of Blackness                              | Vaudreuil                                     |                                                                             |
| 2011      | Toussaint                                       |                                               |                                                                             |
| 2014      | Tokarev                                         |                                               | Director Productor Preproducció                                             |
| 2018      | The Old Man and The Gun                         | Teddy Green                                   |                                                                             |
| 2018      | Death Race: Beyond Anarchy                      | Baltimore Bob                                 | Direct-to-video                                                             |
| 2019      | The Last Black Man in San Francisco             | Avi                                           |                                                                             |
| 2019      | The Dead Don't Die                              | Hank Thompson                                 |                                                                             |
| 2019      | Strive                                          | Mr. Rose                                      |                                                                             |
| 2019      | Jumanji: The Next Level                         | Milo Walker                                   | En postproducció                                                            |
|           |                                                 |                                               |                                                                             |
| Televisió |                                                 |                                               |                                                                             |
| Any       | Títol                                           | Paper                                         | Notes                                                                       |
| 1979      | B. J. and the Bear                              | Matt Thomas, TV Reporter                      | 1 episodi, No surt als crèdits                                              |
| 1979      | Lou Grant                                       | Leroy                                         | 1 episodi                                                                   |
| 1979      | Paris                                           |                                               | 1 episodi                                                                   |
| 1980      | Palmerstown, U.S.A.                             | Harley                                        |                                                                             |
| 1981      | Keeping On                                      | Lester                                        | Telefilm                                                                    |
| 1981      | The Greatest American Hero                      | Viceoficial                                   | 1 episodi                                                                   |
| 1981      | Hill Street Blues                               | Jesse John Hudson                             | 4 episodis                                                                  |
| 1981      | Gimme a Break!                                  | Bill                                          | 1 episodi                                                                   |
| 1983      | The Face of Rage                                | Gary                                          | Telefilm                                                                    |
| 1983      | Chiefs                                          | Marshall Peters                               | Miniseries                                                                  |
| 1983      | Memorial Day                                    | Willie Monroe                                 | Telefilm                                                                    |
| 1985      | And the Children Shall Lead                     | William                                       | Telefilm                                                                    |
| 1986      | Tall Tales & Legends                            | John Henry                                    | 1 episodi                                                                   |
| 1987      | Place at the Table                              |                                               | Telefilm                                                                    |
| 1987      | Mandela                                         | Nelson Mandela                                | Telefilm Nominat – Premi Emmy per actor - minisèries o telefilm             |
| 1989      | A Raisin in the Sun                             | Walter Lee Younger                            | Telefilm                                                                    |
| 1989      | Lonesome Dove                                   | Joshua Deets                                  | Miniseries Nominat – Premi Emmy per actor secundari - minisèries o telefilm |
| 1989      | Dead Man Out                                    | Dr. Alex Marsh                                | Telefilm Títol alternatiu: Dead Man Walking                                 |
| 1989      | Saturday Night Live                             | Roger Murtaugh                                | 1 episodi                                                                   |
| 1991      | Captain Planet and the Planeteers               | Professor Apollo (Veu)                        | 1 episodi                                                                   |
| 1992      | The Talking Eggs                                | Narrador                                      | Telefilm                                                                    |
| 1993      | Alex Haley's Queen                              | Alec Haley                                    | Minisèrie                                                                   |
| 1995      | Fallen Angels                                   | Philip Marlowe                                | 1 episodi Nominat - Premi Emmy per actor convidat – sèries dramàtiques      |
| 1996      | America's Dream                                 | Silas                                         | Telefilm. Director                                                          |
| 1997      | Buffalo Soldiers                                | Sergent Washington Wyatt                      | Telefilm. Director                                                          |
| 2000      | Freedom Song                                    | Will Walker                                   | Telefilm Premi Emmy per actor secundari - Minisèrie o telefilm Director     |
| 2003      | Good Fences                                     | Tom Spader                                    | Telefilm. Director                                                          |
| 2003      | Biography                                       | Narrador                                      | 1 episodi                                                                   |
| 2003      | The Law and Mr. Lee                             | Henry Lee                                     | Telefilm                                                                    |
| 2004      | Legend of Earthsea                              | Ogion                                         | Minisèrie                                                                   |
| 2005      | The Exonerated                                  | David                                         | Telefilm                                                                    |
| 2005      | ER                                              | Charlie Pratt Sr.                             | 4 episodis                                                                  |
| 2006      | Take 3                                          | Coronel Weldon                                | Telefilm                                                                    |
| 2007–2008 | Brothers & Sisters                              | Isaac Marshall                                | 6 episodis                                                                  |
| 2009      | My Name Is Earl                                 | Thomas Monroe                                 | 1 episodi                                                                   |
| 2010      | Human Target                                    | Client                                        | 1 episodi                                                                   |